# Duncan Mackinnon
Duncan Mackinnon, född 29 september 1887 i Paddington, död 9 oktober 1917 i slaget vid Ypres, var en brittisk roddare.
Mackinnon blev olympisk guldmedaljör i fyra utan styrman vid sommarspelen 1908 i London.